# Maltebrunia
Maltebrunia Kunth é um género botânico pertencente à família Poaceae.